# United States Navy-vlucht 19
Flight 19 was de aanduiding voor de eenheid van vijf Grumman TBF Avenger's die op 5 december 1945 tijdens een oefening spoorloos verdwenen in het gebied wat bekendstaat als de Bermuda Driehoek. De oefening heette "Navigation problem No. 1" (Nederlands: Navigatie Probleem No. 1) en had als doel om de deelnemers te trainen in het bombarderen en navigeren.
Eén van de zes patrouillevliegtuigen van het type Martin PBM Mariner, die een zoekactie deden naar de militaire toestellen, verdween vervolgens ook spoorloos.